# Caso Peggy Knobloch
La desaparición de Peggy Knobloch (Bayreuth, Baviera, 6 de abril de 1992), se produjo el 7 de mayo de 2001, mientras regresaba del colegio a su casa en Lichtenberg, Baviera, a la edad de nueve años. Sus restos mortales fueron encontrados quince años más tarde, el 2 de julio de 2016, en un bosque en Turingia, a unos 12 kilómetros en línea recta desde su casa.
El deficiente mental Ulvi Kulaç (nacido el 13 de diciembre de 1977, en Naila) fue apresado por la desaparición de Peggy y acusado de asesinato. El proceso judicial, que no estuvo exento de polémica, terminó el 30 de abril de 2004, determinando cadena perpetua para el acusado. Su condena se basó, exclusivamente, en la confesión del propio Kulaç al no haber ni cuerpo ni pruebas del asesinato. El 9 de diciembre de 2013 el tribunal del Condado de Bayreuth ordena retomar el proceso. El 14 de mayo de 2014, Kulaç fue absuelto.

## Secuencia de eventos e investigaciones
El 7 de mayo de 2001, desapareció, con nueve años, Peggy Knobloch, en Lichtenberg, de camino del colegio a casa. Fue ese día, sobre las 13 horas que se le vio por última vez. Las investigaciones se extendieron a la República Checa y a Turquía, la tierra natal de su padrasto, pero a pesar de que se ofreció una recompensa, no se consiguió información relevante. A pesar de una intensa búsqueda, nunca se encontró a la pequeña. Ulvi Kulaç, que había sido entrevistado debido a las pistas dadas por la madre de Peggy, pudo demostrar tener una coartada.
En febrero de 2002, el entonces Ministro del Interior bávaro, Günther Beckstein, estableció un equipo de investigación de siete miembros bajo la dirección de Wolfgang Geier, que volvió a examinar todos los rastros. En marzo de 2002, la ropa de Kulaç fue examinada sin hallazgos. En octubre de 2002, fue arrestado nuevamente e interrogado. En el proceso, Kulaç admitió haber abusado de la niña en su apartamento el 3 de mayo de 2001. El 7 de mayo trató de hablar con ella mientras esta volvía a casa y disculparse. Sin embargo, Peggy se escapó y amenazó con contar todo lo que le había hecho. La alcanzó en Lichtenberg Palace Square. Después de derribarla, ella yacía gritando al pie de una escalera. Tapó su boca y nariz hasta asfixiarla.
En conversaciones telefónicas con su padre (que fueron interceptadas), Ulvi Kulaç lo acusó de haberle ayudado a esconder el cadáver. Por tanto, el padre fue arrestado y encarcelado temporalmente.
Más tarde, Kulaç se retractó de la confesión de asesinato y abuso que presuntamente había cometido. El abogado y los padres estaban convencidos de que la confesión se había debido al agotamiento luego de horas de interrogatorios y acusaciones. El hombre confesó sin la presencia de un abogado; además, no hubo grabación de sonido y se basó en el protocolo de memoria del investigador. El razonamiento de la sentencia afirma que Kulaç no habría podido construir una historia tal que uno pudiera suponer que había descrito lo que experimentó.

## Procedimiento contra Kulaç
Kulaç había sufrido un severo daño mental por meningitis. Su nivel de desarrollo se equiparaba con el de un niño de 8 a 10 años.
En el verano de 2000, supuestamente abusó sexualmente de un niño de siete años. Resultó que también había intentado atraer a otros niños con galletas. En septiembre de 2001, fue ingresado en un hospital psiquiátrico en Bayreuth.

### Juicio y condena
El 30 de septiembre de 2003, abrió el caso en contra de Kulaç pero debido a un error en el elenco de aprendices, se canceló y se reanudó el 7 de octubre. El 30 de abril de 2004, Kulaç fue condenado a cadena perpetua.
La principal indicación fue la confesión del acusado, que el tribunal consideró legal y creíble. El psiquiatra Hans Ludwig Kröber había llegado a la conclusión de que las descripciones de Kulaç probablemente se basaban en experiencias reales. Precisamente debido a su inteligencia disminuida (en Kulaç, se había determinado un cociente intelectual de 68) era incapaz de concebir una secuencia de eventos tan coherente y detallada y de recordar más tiempo. Tampoco había motivo para que se reconociera una autoinculpación falsa, aunque tampoco había evidencia de que Kulaç hubiera sugerido el contenido de la confesión. El acusado fue declarado culpable del homicidio. Por otro lado, el abuso sexual a niños siguió siendo impune ya que Kulaç había sido declarado culpable en este contexto.
La defensa del acusado argumentó que un crimen tan perfecto no podía haber sido cometido por su cliente. Además, hubo testigos que habían visto a Peggy a las 19:00 horas, mientras que según los fiscales, el crimen se había cometido alrededor de las 13:30 horas. El 25 de enero de 2005, el Tribunal Supremo Federal anuló la apelación, por lo que el veredicto fue definitivo. Kulaç continuó internado en el hospital psiquiátrico.
Los padres de Kulaç junto con el padre biológico y los abuelos de Peggy con el apoyo de la  población de Lichtenberg creyeron en su inocencia y fundaron una iniciativa ciudadana.

### Reanudación del procedimiento
Como a Kulaç, que se le consideraba discapacitado mental, no se le había asignado un supervisor en el momento del juicio, se presentó una demanda constitucional. Gudrun Rödel fue nombrado como supervisor de Kulaç por el tribunal. Según la investigación de su supervisor, Kulaç solo tuvo 20 minutos para cometer el crimen y encubrirlo, un tiempo insuficiente.
En julio de 2012, el testigo principal, un compañero interno en el hospital del condado que había trabajado con la policía, se retractó de su testimonio contra Kulaç. Él justificó su cooperación con la autoridad de investigación debido a concesiones de tráfico que le habían sido prometidas. La fiscalía luego anunció que revisaría el caso.
El abogado de Kulaç presentó una solicitud para un nuevo juicio en abril de 2013. El entonces jefe de la fiscalía, Heinz-Bernd Wabnitz, dijo que la reanudación de una causa penal completa era "en principio tan buena como imposible". Cuando se le preguntó acerca de las contradicciones en el proceso en el momento, dijo que esto era "de poca relevancia desde el punto de vista legal".
El 20 de noviembre de 2013, la Fiscalía de Bayreuth recomendó un nuevo juicio y remitió a un punto de la solicitud de readmisión. El 9 de diciembre de 2013, el Tribunal Regional de Bayreuth ordenó que se reanudara el proceso. El tribunal justificó su decisión, entre otras cosas, con la declaración falsa de un testigo fallecido.
El nuevo juicio empezó el 10 de abril se 2014. El 14 de mayo de 2014, el tribunal del distrito de Bayreuth anuló la condena de Kulaç. Además, un nuevo informe debería aclarar si fue dado de alta del hospital psiquiátrico. El 9 de enero de 2015, el tribunal del distrito ordenó la continuación de la investigación.

## Encuentro del cadáver y posterior análisis de ADN
El 2 de julio de 2016, un recolector de setas descubrió en un bosque de Rodacherbrunn en Turingia, a unos doce kilómetros en línea recta o alrededor de 18 a 21 kilómetros (dependiendo de la ruta) desde su casa en su ciudad natal Lichtenberg, partes del esqueleto identificados por análisis de ADN como los restos de Peggy Knobloch. El esqueleto encontrado no estaba completo y carecía de prendas. Por esta razón, a finales de septiembre de 2016, los detectives examinaron más de cerca los alrededores del sitio. No está claro cuánto tiempo estuvo el cuerpo en el sitio y cuánto tiempo vivió Peggy pero los huesos encontrados son los de una niña de nueve años.
En octubre de 2016, se anunció que se habían encontrado rastros de ADN del terrorista de ultraderecha, Uwe Böhnhardt, en el lugar donde se había encontrado el esqueleto. Pero en marzo de 2017, se anunció que el cadáver había sido contaminado con ADN del terrorista mientras era transportado por la policía forense. La ruta de transmisión sigue sin estar clara después de que se descartara la contaminación por el equipo de pruebas en julio de 2018.

### Investigaciones contra un sospechoso en septiembre de 2018
El 12 de septiembre de 2018, se registraron dos propiedades de un hombre que había sido amigo de Ulvi Kulaç y había sido mencionado varias veces por la policía. La policía había rastreado al sospechoso tras el análisis de micropartículas que se encontraron en los restos de Peggy. Su coartada se puso en duda. En un interrogatorio, el sospechoso afirmó que el 7 de mayo de 2001, un hombre conocido le entregó a Peggy estando ella inconsciente. Se dice que el sospechoso intentó reanimarla sin éxito antes de llevar su cuerpo sin vida a un bosque cercano para arrojarlo ahí. Él dijo haber quemado la cartera de la niña, entre otros objetos. La investigación aún está en curso.